# 広部周助
広部 周助（廣部 周助、ひろべ しゅうすけ、1875年（明治8年）5月11日 - 1907年（明治40年）8月1日）は、日本の経済学者。京都帝国大学法科大学助教授。

## 人物
千葉県君津郡富岡村上根岸の人。千葉中学、第一高等学校を経て、1900年、東京帝国大学法科大学政治学科を卒業。農商務省に入り、工場法案の調査を嘱託される。かたわら専修学校などの講師をしていたが、1902年、京都帝国大学法科大学助教授となる。1905年、政治経済学研究のため独・米・英の三国に留学を命ぜられる。ミュンヘン大学に入る。統計調査に従事する。
1907年8月1日、病を得てミュンヘンで亡くなる。葬儀が9月17日洛東智積院で行われ、井上学長と学生清瀬とが弔詞を読む。広部について同僚友人の神戸正雄は、「法学士廣部周助君小傳」で「経済学は其の専攻する所にして就中統計学、工業経済論に於て造詣最深い」ことなどを記している。